# Talmács Márta
Talmács Márta (Karcag, 1993. július 2.) magyar szinkronszínésznő, színésznő és modell.

## Szinkronszerepei

### Filmek
| Cím                                               | Szereplő                      | Színész                           |
| ------------------------------------------------- | ----------------------------- | --------------------------------- |
| 21 gramm                                          | Gina                          | Teresa Delgado                    |
| 40 éves szűz                                      | Julia                         | Chelsea Smith                     |
| 88 perc                                           | Jack kishúga                  | Lea Nicole Carranza               |
| A dögös és a dög                                  | June fiatalon                 | Alessandra Daniele                |
| Agyő, nagy ő!                                     | Kislány                       | Natalie Carter                    |
| Aliens vs. Predator – A Halál a Ragadozó ellen 2. | Molly                         | Ariel Gade                        |
| Amerikai ének                                     | Becca                         | Kaleigh Kennedy                   |
| Anya és a szerelem                                | Rosie                         | Rosie Michell                     |
| Anyád lehetnék                                    | Melanie                       | Yasmin Paige                      |
| Anyátlanok                                        | Kyoko                         | Ayu Kitaura                       |
| Apja lánya                                        | Gertie Trinke                 | Raquel Castro                     |
| Apolló 13                                         | Susan Lovell                  | Emily Ann Lloyd                   |
| Apu boldogsága                                    | Sierra                        | Sierra Aylina McClain             |
| Az arany iránytű                                  | Lyra                          | Dakota Blue Richards              |
| Au Pair 2.                                        | Brigitte Chabeaux             | Celine Massuger                   |
| Áldott gyermek                                    | Lily                          | Nicole Muñoz                      |
| Államfőnök                                        | Kislány                       | Caitlin Ray                       |
| Átutazó invázió                                   | Kislány                       | Hannah Lochner                    |
| Babylon 5: Egy új korszak hajnalán                | Lyssa Deradi                  | Erica Mer                         |
| A bajusz                                          | Lara Schaeffer                | Fantine Camus                     |
| Batman: Kezdődik                                  | Rachel Dawes 8 évesen         | Emma Lockhart                     |
| A bátrak hazája                                   | Dede Marsh                    | Kiara Johnson                     |
| Beethoven 5.                                      | Sara Newton                   | Daveigh Chase                     |
| Befejezetlen élet                                 | Griff Gilkyson                | Becca Gardner                     |
| Bibi Blocksberg és a kék baglyok titka            | Elea                          | Marie Luise Stahl                 |
| Billy Elliot (2000)                               | Debbie                        | Nicola Blackwell                  |
| A bosszú asszonya                                 | Jenny                         | Yea-young Kwon                    |
| A bőr, amelyben élek                              | Norma Ledgard                 | Blanca Suárez                     |
| Casino                                            | Idősebb Amy                   | Erika von Tagen                   |
| Charlie és a csokigyár                            | Veruca Salt                   | Julia Winter                      |
| Cserebere szerencse                               | Katy                          | Makenzie Vega                     |
| Cseregyerekek                                     | Fiatal Kimberly Mays          | Ariana Richards                   |
| Csillag születik                                  | Corina Tanase                 | Izabela Moldovan                  |
| Csúcsformában                                     | Soo Yung                      | Julia Hsu                         |
| A Da Vinci-kód                                    | Sophie 13 évesen              | Garance Mazureck                  |
| Déjà vu                                           | Abbey                         | Elle Fanning                      |
| Démonok 2.                                        | Ingrid Haller                 | Asia Argento                      |
| Dreamgirls                                        | Magic                         | Mariah I. Wilson                  |
| Dumb és Dumber – Dilibogyók 2.                    | Kislány                       | Tess Brewer                       |
| Eb a titka mindennek                              | Sai                           | Makenzie Vega                     |
| Edukators                                         | Laura                         | Laura Schmidt                     |
| Egy anya küzdelme az igazságért                   | Allie Stone                   | Kristin Fairlie                   |
| Egy gésa emlékiratai                              | Satsu                         | Samantha Futerman                 |
| Egyik kopó, másik zsaru                           | Gabrielle                     | Sarah-Jeanne Labrosse             |
| Egy kutya miatt                                   | Opal                          | AnnaSophia Robb                   |
| Elhurcolva                                        | Karen                         | Lily Collins                      |
| Elszabott frigy                                   | Desiree                       | Alicia Andújar                    |
| Az energia                                        | Cassie Holmes                 | Dakota Fanning                    |
| Enyém, tiéd, miénk                                | Phoebe North                  | Danielle Panabaker                |
| Az erdő foglyai                                   | Young Hee                     | Eun-kyung Shim                    |
| Ébredő sötétség                                   | Gwen Stanton                  | Emma Lockhart                     |
| Édes otthon                                       | Alicia Corbett                | Kaleigh Nevin                     |
| Éjszakai járat                                    | Rebecca                       | Brittany Oaks                     |
| Az élet nélkülem                                  | Patsy                         | Kenya Jo Kennedy                  |
| Én és a hercegem                                  | Arabella hercegkisasszony     | Eliza Bennett                     |
| Facér Jimmy                                       | Sarah                         | Sarah Strouse                     |
| Fanboys – Rajongók háborúja                       | Kimmy                         | Allie Grant                       |
| Fekete lyuk                                       | Kayley Bryce                  | Julia Sinks                       |
| Fekete víz                                        | Cecilia Williams              | Ariel Gade                        |
| Fenegyerekek                                      | Guzman lánya                  | Tamara Shanath                    |
| Fido – Hasznos a zombi a háznál                   | Lány a TV-ben                 | Lauren Oleksewich                 |
| Fűrész                                            | Diana Gordon                  | Makenzie Vega                     |
| Galaxis útikalauz stopposoknak                    | Benji egér                    | Zoe Kubaisi                       |
| Gáz van, jövünk!                                  | Amanda Whurlitzer             | Sammi Kane Kraft                  |
| Gracie                                            | Grace Bowen                   | Carly Schroeder                   |
| Gyerekjáték                                       | Peyton Kelly                  | Madison Pettis                    |
| Gyönyörű mocsokságok                              | Shinti unokája                | Naomi Simpson                     |
| Halloween 2. (2009)                               | Lindsey Wallace               | Jenny Gregg Stewart               |
| A harag napja (2006)                              | Alejandra                     | Bodócs Ruby                       |
| Ha/Ver                                            | Katie Deauxma                 | Lyndsy Fonseca                    |
| Hárman az örökkévalóságnak                        | Claire                        | Laura Curnow                      |
| Hideg nyomon                                      | Amanda McCready               | Madeline O'Brien                  |
| Híd Terabithia földjére                           | Madison                       | Carly Owen                        |
| Horrorra akadva 3.                                | Sue                           | Jianna Ballard                    |
| Hotel Ruanda                                      | Elys Rusesabagina             | Mosa Kaiser                       |
| Hófehérke (Schneewittchen)                        | Hófehérke                     | Laura Berlin                      |
| Hókölykök                                         | Alice                         | Kelly Chapek                      |
| Hűséges nőcsábász                                 | Sarah Weaver                  | Mary Griffin                      |
| I.e. 10 000                                       | Kisgyerek                     | Janine Manuel                     |
| Jane Eyre                                         | Helen Burns                   | Freya Parks                       |
| Jéghercegnő                                       | Nikki                         | Kirsten Olson                     |
| A jégkirálynő                                     | Gerda                         | Elena Proklova                    |
| A kabalapasi                                      | Jennifer                      | Caroline Ford                     |
| Kalifornia királya                                | Miranda 9 évesen              | Allisyn Ashley Arm                |
| Karácsonyi csoda                                  | Mary Saunders                 | Amy Schlagel / Zoe Schlagel       |
| Kemény csajok                                     | Charlie                       | Adelaide Kane                     |
| Kettős csapás                                     | Alison DeMatti                | Madison McLaughlin                |
| Kétely                                            | Noreen Horan                  | Bridget Megan Clark               |
| Két világ közt                                    | Melanie Lewis                 | Hayden Panettiere                 |
| Kill Bill 2.                                      | B.B                           | Perla Haney-Jardine               |
| Kínzó látomás                                     | Joanna Mills fiatalon         | Darrian McClanahan                |
| Komolytalan komornyik                             | Sophie                        | Valerie Tian                      |
| Kötéltánc (2. szereposztás)                       | Penny Block                   | Jenny Beck                        |
| A kristálykő legendája                            | Maria                         | Laura Goodwin                     |
| Külvárosi rockerek                                | Lilly                         | Lilliana Rodriguez                |
| A lányomat akarom                                 | Jenny                         | Cassy Friel                       |
| Leány gyöngy fülbevalóval                         | Aleydis                       | Melanie Meyfroid                  |
| A legsötétebb óra                                 | Vika                          | Veronika Vernadskaya              |
| Lemony Snicket: A balszerencse áradása            | Violet                        | Emily Browning                    |
| Levélbe zárt szerelem                             | Gina fiatalon                 | Janessa Crimi                     |
| Légcsavar                                         | Julia Pratt                   | Marlene Lawston                   |
| Macbeth                                           | Zara Macduff                  | Nicole Forster                    |
| A macska – Le a kalappal!                         | Sally                         | Dakota Fanning                    |
| Mambo italiano                                    | Anna fiatalon                 | Grace Bush-Vineberg               |
| A mágus                                           | Sophie fiatalon               | Eleanor Tomlinson                 |
| Mátrix – Forradalmak                              | Sati                          | Tanveer K. Atwal                  |
| A megmentő                                        | Irena Morawska                | Ida Nowakowska                    |
| Melissa P. - Minden este 100-szor, kefével        | Manuela                       | Letizia Ciampa                    |
| Merénylet a suligóré ellen                        | Chrissy Moore                 | Gabrielle Brennan                 |
| Merülések                                         | Laurel                        | Adele McCann                      |
| A méhek titkos élete                              | Lily Owens                    | Dakota Fanning                    |
| Mielőtt az ördög rád talál                        | Danielle                      | Sarah Livingston                  |
| Milliók                                           | Tricia                        | Philippa Howarth                  |
| Mint egy angyal                                   | Louna                         | Emma Beziaud                      |
| Míg felkel a nap                                  | Sabrina                       | Chloë Grace Moretz                |
| Nagypályás kiskutyák                              | Rosebud                       | Abigail Breslin                   |
| Nanny McPhee – A varázsdada                       | Tora Brown                    | Eliza Bennett                     |
| Ne nézz vissza!                                   | Kislány                       | Vittoria Meneganti                |
| Norbit                                            | Rasputia 10 évesen            | Lindsey Sims-Lewis                |
| A nők hálójában                                   | Paige Hardwicke               | Makenzie Vega                     |
| Az ördög Pradát visel                             | Cassidy                       | Suzanne Dengel                    |
| ParaNorman                                        | Courtney Babcock              | Anna Kendrick                     |
| Párizs, szeretlek!                                | Isis                          | Roxane Pelicier                   |
| Pi                                                | Jenna                         | Kristyn Mae-Anne Lao              |
| A pillangó                                        | Elsa                          | Claire Bouanich                   |
| Pillangó-hatás                                    | Kayleigh Miller 7 évesen      | Sarah Widdows                     |
| Pokoli mobil                                      | Charlotte                     | Géraldine Martineau               |
| Rablóhal                                          | Donna                         | Sofia Coppola                     |
| Rabold el a télapót!                              | Judy Emerson                  | Sierra Abel                       |
| A rajzás éjszakája                                | Kelsey Kozik                  | Rebecca Windheim                  |
| Reinkarnáció                                      | Chisato Omori                 | Mao Sasaki                        |
| Repül a haverom                                   | Milly Michaelson              | Lucy Deakins                      |
| A rettegés mélye                                  | Julie                         | Haley Bennett                     |
| Riddick – A sötétség krónikája                    | Ziza                          | Alexis Llewellyn                  |
| Rocksuli                                          | Katie                         | Rebecca Brown                     |
| Rosszcsontok égen-földön                          | Jenny                         | Ellen Blain                       |
| Rottweiler – A halálkutya                         | Esperanza                     | Ivana Baquero                     |
| Sárgaszakáll                                      | Virágárus lány                | Ava Harela                        |
| A sikersztori                                     | Danielle Batone               | Madylin Sweeten                   |
| Sikoly 4.                                         | Marnie Cooper                 | Britt Robertson                   |
| Sötét víz                                         | Ikuko Matsubara, 6 éves       | Rio Kanno                         |
| A srácok és Az                                    | Jane                          | Poppy Rogers                      |
| Step Up                                           | Camille                       | Alyson Stoner                     |
| Stephen King: Tűzgyújtó                           | Charlie McGee                 | Drew Barrymore                    |
| A Szfinx bosszúja                                 | Karen Parr                    | Emily Tennant                     |
| Szellemtanya                                      | Molly Cooley                  | Kathleen Regan                    |
| A szem                                            | Alicia Millstone              | Chloë Grace Moretz                |
| Szemgolyó                                         | Audrey                        | Leona Igoe                        |
| Szemközti ablak                                   | Martina                       | Benedetta Gargari                 |
| A szerelem konyhája                               | Michelle                      | Holly Gibbs                       |
| Szerelem a négyzeten                              | Fiatal lány                   | Emmy Rossum                       |
| Szép még lehetsz                                  | Vanessa                       | Paige Hurd                        |
| Szkafander és pillangó                            | Céleste                       | Fiorella Campanella               |
| Született július 4-én                             | Fiatal Suzanne / Jackie Kovic | Jenna von Oÿ / Kevin Harvey Morse |
| Szünidei gyilkosságok                             | Fiatal Jeanette Fielmann      | Nicola Etzelstorfer               |
| A svéd szépség                                    | Angelika                      | Nadine Kirschon                   |
| Terror a zártosztályon                            | Sarah                         | Bogdana Mirea                     |
| Télapu 3. – A szánbitorló                         | Trish                         | Abigail Breslin                   |
| A titkos ajtó                                     | Ruth Cole                     | Elle Fanning                      |
| Tizenhárom nap – Az idegháború                    | Kathy O`Donnell               | Caitlin Wachs                     |
| A tolvajok hercege                                | Dongó                         | Alice Connor                      |
| Tor-túra                                          | Lindsey Kingston              | Aleisha Allen                     |
| Tor-túra 2.                                       | Lindsey Perscus               | Aleisha Allen                     |
| A tökéletes pasi                                  | Zoe Hamilton                  | Aria Wallace                      |
| Transamerica                                      | Kislány                       | Teala Dunn                        |
| Transformers                                      | Fogtündéres kislány           | Sophie Bobai                      |
| Trója – Háború egy asszony szerelméért            | Kasszandra fiatalon           | Bettina Paris                     |
| Tucatjával olcsóbb 2.                             | Kim Baker                     | Morgan York                       |
| A tuti balhé                                      | Kelly                         | Pamela Stubbart                   |
| Túszjátszma                                       | Avery Miller                  | Liana Liberato                    |
| A tűzben edzett férfi                             | Pita                          | Dakota Fanning                    |
| Tűzveszély                                        | Marie Vos                     | Charlotte Savage                  |
| Az utolsó légió                                   | Ygraine                       | Alexandra Thomas-Davies           |
| Ütközések                                         | Lara                          | Ashlyn Sanchez                    |
| Vágy és vezeklés                                  | Briony Tallis 13 évesen       | Saoirse Ronan                     |
| A vágy törvénye                                   | Ada                           | Manuela Velasco                   |
| A veszettek                                       | Jenny Bell                    | Roberta Shore                     |
| Világgá mentem                                    | Laura Nelson                  | Scarlett Johansson                |
| Világok harca                                     | Rachel Ferrier                | Dakota Fanning                    |
| World Trade Center                                | Caitlin McLoughlin            | Morgan Flynn                      |
| X-Men: Az ellenállás vége                         | Prison Truck Little Girl      | Makenzie Vega                     |
| X-Men 3                                           | Fiatal Jean Grey              | Haley Ramm                        |
| Yamato                                            | Taeko                         | Yû Aoi                            |
| Zsernyákok                                        | Jenni                         | Jennifer Behnan                   |

### Sorozatok
| Cím                          | Szereplő          | Színész                          |
| ---------------------------- | ----------------- | -------------------------------- |
| Amika                        | Merel             | Moora Vander Veken               |
| Barney és barátai            |                   | Aranyhajú                        |
| A Bermuda-háromszög rejtélye | Traci             | Anette Kemp                      |
| Csacska angyal               | Roberta           | Mariana Espósito                 |
| Everwood                     | Delia             | Vivien Cardone                   |
| Életem értelmei              | Claire Marie Kyle | Jazz Raycole / Jennifer Freeman  |
| H2O: Egy vízcsepp elég       | Kim               | Cleo Massey                      |
| Hetedik mennyország          | Ruthie            | Mackenzie Rosman                 |
| Kémsuli                      | Rose Gupta        | Rachel Petladwala                |
| Mary Bryant                  | Charlotte         | Brittany Carney / Montana Carney |
| A Médium                     | Ariel Dubois      | Sofia Vassilieva                 |
| Mindig nyár                  | Nikki Westerly    | Kay Panabaker                    |
| Jessie (1. évad)             | Emma Ross         | Peyton List                      |
| Jonas                        | Stella            | Stella Malone                    |
| Reba                         | Kera Hart         | Scarlett Pomers                  |
| Seherezádé                   | Nilüfer           | Dilara Kavadar                   |
| Szívek Szállodája            | April Nardini     | Vanessa Marano                   |
| Szörnyvilág                  | Kiersten          | Amber Barretto                   |
| Zeke és Luther               | Ginger            | Ryan Newman                      |

### Animációs filmek
| Cím                                                  | Szereplő  |
| ---------------------------------------------------- | --------- |
| A bűvös körhinta                                     | Flóra     |
| Gondos bocsok 2. – Az új generáció (2. szereposztás) | Christy   |
| A rút kiskacsa és én                                 | Csibe     |
| Lilo és Stitch 2. – Csillagkutyabaj                  | Elena     |
| Snoopy és a hálaadás                                 | Marcie    |
| Snoopy és a húsvéti kutya                            | Marcie    |
| Snoopy karácsonya                                    | Schroeder |
| Snoopy és a karácsony                                | Marcie    |
| Snoopy és a táncőrület                               | Marcie    |
| Volt                                                 | Penny     |

### Animációs sorozatok
| Cím                                                                  | Szereplő                               |
| -------------------------------------------------------------------- | -------------------------------------- |
| A bűvös körhinta                                                     | Flóra                                  |
| A Lyoko Kód                                                          | Elizabeth "Sissi" Delmas (1-3. évadok) |
| Anne a Zöldormú Házból (2. szereposztás)                             | Anne Shirley                           |
| Beethoven                                                            | Emily Newton                           |
| Bébi bolondos dallamok                                               | Melissza                               |
| Caillou                                                              | Clementine                             |
| Csőrcsapat                                                           | Baseballozó kislány                    |
| Én kicsi pónim (2. szereposztás)                                     | Molly                                  |
| Eperke és barátai                                                    | Eperke                                 |
| Hunyor-major                                                         | Babi                                   |
| A komisz aranyhal                                                    | Nia                                    |
| Láthatatlan Alan                                                     | Jade                                   |
| Levelek Félixtől (2. szereposztás)                                   | Szofi                                  |
| Lilli, a kis boszorkány (1–2. évad)                                  | Lilli                                  |
| Madeline új kalandjai                                                | Danielle, Cukor                        |
| Mia és én                                                            | Yuko                                   |
| Monster Buster Club                                                  | Samantha (Sam)                         |
| Monster High                                                         | Clawdeen Wolf                          |
| Őslények országa (2. szereposztás)                                   | Kacsacsőr                              |
| Őslények országa 9. – Utazás a nagy vízhez (2. szereposztás)         | Kacsacsőr                              |
| Őslények országa 10. – A hosszúnyakúak vándorlása (2. szereposztás)  | Kacsacsőr                              |
| Őslények országa 11. – A pöttömszauruszok támadása (2. szereposztás) | Kacsacsőr                              |
| Őslények országa 12. – A nagy repülős nap (2. szereposztás)          | Kacsacsőr                              |
| Őslények országa 13. – Bízz a barátokban! (2. szereposztás)          | Kacsacsőr                              |
| Scooby-Doo, a kölyökkutya                                            | Diána Blake                            |
| Timothy iskolába jár (1. szereposztás: 2. évad)                      | Yoko                                   |
| Vízcsepp Mester                                                      | ?                                      |
| Zöld osztag                                                          | TV-híradós lány                        |
| Zsebkutyusok                                                         | Anabell                                |

### Anime
| Cím                                                   | Szereplő                |
| ----------------------------------------------------- | ----------------------- |
| Akira                                                 | Kijoko                  |
| A vándorló palota                                     | Vevő                    |
| Bakugan szörny bunyósok                               | Runo Misaki             |
| BeyWheelz                                             | Nicole Spears           |
| Death Note – A halállista                             | Yagami Sayu             |
| Death Note: Egy új világ istene                       | Yagami Sayu             |
| Death Note 2.: Az utolsó név                          | Yagami Sayu             |
| InuYasha, a film 4. – A vörösen lángoló Haurai sziget | Moegi                   |
| Kilari                                                | Miku                    |
| Love*Com                                              | Tanaka Csiharu          |
| Naruto (169–173. epizód)                              | Anko Mitarashi (gyerek) |
| Páncélba zárt szellem                                 | Fiatal Motoko           |
| Pokémon (6. epizód)                                   | Haruka / May            |
| Sámán király                                          | Kyouyama Anna           |
| Trinity Blood – Vér és kereszt                        | Esther Blanchett        |
| X-Men                                                 | Hisako                  |

## Akiket a legtöbbször szinkronizált
- Abigail Breslin – 2 alkalommal
- Aleisha Allen – 2 alkalommal
- Ariel Gade – 2 alkalommal
- Chloë Grace Moretz – 2 alkalommal
- Dakota Fanning – 5 alkalommal
- Eliza Bennett – 2 alkalommal
- Elle Fanning – 2 alkalommal
- Hikari Micusima – 2 alkalommal
- Makenzie Vega – 5 alkalommal
- Scarlett Johansson – 1 alkalommal